# Udżarma (wieś)
Udżarma (gruz. უჯარმა) – wieś w Gruzji, w regionie Kachetia, w gminie Sagaredżo. W 2014 roku liczyła 445 mieszkańców.